# Chéri (Niger)
Chéri ist ein Dorf in der Stadtgemeinde Maïné-Soroa in Niger.

## Geographie
Das von einem traditionellen Ortsvorsteher (chef traditionnel) geleitete Dorf liegt etwa fünf Kilometer nördlich der Staatsgrenze zu Nigeria. Es befindet sich rund 73 Kilometer nordwestlich des urbanen Zentrums von Maïné-Soroa, das zum gleichnamigen Departement Maïné-Soroa in der Region Diffa gehört. Zu den Siedlungen in der näheren Umgebung von Chéri zählen Goudoumaria im Nordwesten, Djadjiri Canada im Nordosten und Kodjiméri im Westen.
Chéri hat den Charakter einer Oase und liegt in der Zone der fruchtbaren Mulden von Maïné-Soroa. Das Dorf ist von Überschwemmungen gefährdet. Starke Regenfälle können dazu führen, dass Teiche in Gärten überlaufen und instabil gebaute Häuser einstürzen.

## Geschichte
Die 378 Kilometer lange Piste für Reiter zwischen den Orten Maïné-Soroa und Zinder, die durch Chéri führte, galt in den 1920er Jahren als einer der Hauptverkehrswege in der damaligen französischen Kolonie Niger.
Die Hilfsorganisation Ärzte ohne Grenzen betrieb ab 2017 ein Büro in Maïné-Soroa, das sie 2019 nach einer Attacke unbekannter Angreifer aufgeben musste. Zu den Aktivitäten von Ärzte ohne Grenzen hatten mobile Kliniken in Chéri und weiteren Dörfern gehört.

## Bevölkerung
Bei der Volkszählung 2012 hatte Chéri 1743 Einwohner, die in 278 Haushalten lebten. Bei der Volkszählung 2001 betrug die Einwohnerzahl 1351 in 235 Haushalten und bei der Volkszählung 1988 belief sich die Einwohnerzahl auf 988 in 249 Haushalten.

## Wirtschaft und Infrastruktur
In Chéri wird ein bedeutender Markt abgehalten. Wichtige Handelsgüter sind Erzeugnisse aus dem Getreide- und Gemüseanbau sowie aus der Viehzucht. Mit einem Centre de Santé Intégré (CSI) ist ein Gesundheitszentrum im Ort vorhanden. Außerdem gibt es eine veterinärmedizinische Station. Beim Centre de Formation aux Métiers de Chéri (CFM Chéri) handelt es sich um ein Berufsausbildungszentrum. Das nigrische Unterrichtsministerium richtete 1996 gemeinsam mit dem Welternährungsprogramm der Vereinten Nationen zahlreiche Schulkantinen in von Ernährungsunsicherheit betroffenen Zonen ein, darunter eine für Kinder transhumanter Hirten in Chéri. Im Dorf wird eine Niederschlagsmessstation betrieben.